# Lãnh thổ Thủ đô Islamabad
Lãnh thổ Thủ đô Islamabad (ICT) là một trong hai lãnh thổ liên bang của Pakistan. Lãnh thổ này bao gồm Islamabad, thành phố thủ phủ của Pakistan, và có diện tích 1.165,5 km² (450 mi²) trong đó 906 km² (349.8 mi²) là diện tích của thủ đô Islamabad. Lãnh thổ dược Hội đồng Quốc gia chia thành 2 khu bầu cử, tên là NA-48 và NA-49.

## Lịch sử
Vùng đất này được tách từ Khyber Pakhtunkhwa và Punjab vào năm 1960, với mục đích lập thủ đô mới cho Pakistan. Theo kế hoạch năm 1960, the ICT bao gồm thành phố Rawalpindi, và gồm có: 
1. Rawalpindi; 259 km²
2. Bản thân Islamabad (gồm các khu cơ quan và công nghiệp); 220.15 km²
3. Công viên Islamabad (Vùng đồi Margalla); 220,15 km²
4. Vùng nông thôn Islamabad; 446,20 km²

5 khu vực của Islamabad

Tuy nhiên, thành phố Rawalpindi cuối cùng đã tách khỏi ICT. Lãnh thổ còn lại được chia thành 5 khu, với khu I được thiết kế để xây dựng nhà cửa cho các cư dân, công nghiệp và văn phòng nhà nước. Punjab nằm ở phía nam của ICT, và Khyber Pakhtunkhwa nằm ở phía tây bắc.